# دان كيوكيندل
دان كيوكيندل هو سياسي أمريكي، ولد في 9 يوليو 1924 في Cherokee, Texas ‏ في الولايات المتحدة، وتوفي في 12 يونيو 2008 في ممفيس في الولايات المتحدة. نشط حزبياً في الحزب الجمهوري. وقد انتخب عضو مجلس النواب الأمريكي ‏.